# Chinda (Upper Bayang)
Chinda (ou Nchinda, Ahinda) est une localité du Cameroun, située dans la Région du Sud-Ouest et le département de Manyu. Elle est rattachée administrativement à l'arrondissement de Upper Bayang (Tinto Council) et au canton de Kendem.

## Population
La localité comptait 92 habitants en 1953, puis 220 en 1967, des Betieku.
Lors du recensement de 2005, on y a dénombré 244 personnes.